# Гробіньський край
Гробі́ньський край (латис. Grobiņas novads) — адміністративно-територіальна одиниця Латвійської Республіки. Розташований у західній частині країни, в історичному регіоні Курляндія. Адміністративний центр — Гробіня. Створений 2009 року. Площа — 490,2 км². Населення — 9345 осіб (2011). До складу краю входять 1 місто і 4 волостій.

## Історія
- 1561 — 1795: Гробінська парафія Герцогства Курляндії і Семигалії.

## Населення
Національний склад краю станом на 2016 рік
| 2016 рік       | 2016 рік       | 2016 рік | 2016 рік | 2016 рік |
| -------------- | -------------- | -------- | -------- | -------- |
|                |                |          |          |          |
| Латиші (8271)  | Латиші (8271)  |          | 87.4%    | 87.4%    |
| Москалі (498)  | Москалі (498)  |          | 5.3%     | 5.3%     |
| Литовці (336)  | Литовці (336)  |          | 3.6%     | 3.6%     |
| Українці (100) | Українці (100) |          | 1.1%     | 1.1%     |
| Інші (259)     | Інші (259)     |          | 2.7%     | 2.7%     |